# (6879) Hyogo
(6879) Hyogo (1994 TC15) – planetoida z pasa głównego asteroid okrążająca Słońce w ciągu 5,5 lat w średniej odległości 3,11 j.a. Odkryta 14 października 1994 roku.